# Mistrzostwa Świata Strongman 1996
Mistrzostwa Świata Strongman 1996 – doroczne, indywidualne zawody siłaczy.

## Rundy kwalifikacyjne
WYNIKI KWALIFIKACJI
Data: 1996 r.
Do finału kwalifikuje się dwóch najlepszych zawodników z każdej grupy.
Grupa 1
| Miejsce | Zawodnik              | Kraj      | Punkty |
| ------- | --------------------- | --------- | ------ |
| 1.      | Magnús Ver Magnússon  | Islandia  | 20     |
| 1.      | Jorma Ojanaho         | Finlandia | 20     |
| 3.      | Nathan Jones          | Australia | 17     |
| 4.      | Paul Lepik            | Kanada    | 10     |
| 4.      | Vladimir Tourtchinski | Rosja     | 10     |
| 6.      | Stasys Mėčius         | Litwa     | 10     |

Grupa 2
| Miejsce | Zawodnik          | Kraj              | Punkty |
| ------- | ----------------- | ----------------- | ------ |
| 1.      | Gerrit Badenhorst | Południowa Afryka | 19     |
| 2.      | Forbes Cowan      | Szkocja           | 18     |
| 3.      | Bill Lyndon       | Australia         | 14     |
| 3.      | Ewgeni Popow      | Bułgaria          | 14     |
| 5.      | Hjalti Arnason    | Islandia          | 12     |
| 6.      | Phil Martin       | Stany Zjednoczone | 7      |

Grupa 3
| Miejsce | Zawodnik           | Kraj          | Punkty |
| ------- | ------------------ | ------------- | ------ |
| 1.      | Regin Vagadal      | Wyspy Owcze   | 19     |
| 2.      | Raimonds Bergmanis | Łotwa         | 18     |
| 3.      | Berend Veneberg    | Holandia      | 15     |
| 4.      | Heinz Ollesch      | Niemcy        | 13     |
| 5.      | Magnus Samuelsson  | Szwecja       | 12     |
| 6.      | Colin Cox          | Nowa Zelandia | 7      |

Grupa 4
| Miejsce | Zawodnik           | Kraj      | Punkty |
| ------- | ------------------ | --------- | ------ |
| 1.      | Riku Kiri          | Finlandia | 18     |
| 2.      | Flemming Rasmussen | Dania     | 16     |
| 3.      | Derek Boyer        | Fidżi     | 15     |
| 3.      | Svend Karlsen      | Norwegia  | 15     |
| 5.      | Bill Pittuck       | Anglia    | 14     |
| 6.      | Brian Bell         | Szkocja   | 6      |

## Finał
FINAŁ – WYNIKI SZCZEGÓŁOWE
Data: 1996

Miejsce: Port Louis  Mauritius
| Miejsce | Zawodnik             | Kraj              | Punkty |
| ------- | -------------------- | ----------------- | ------ |
| 1.      | Magnús Ver Magnússon | Islandia          | 52     |
| 2.      | Riku Kiri            | Finlandia         | 43     |
| 3.      | Gerrit Badenhorst    | Południowa Afryka | 41     |
| 4.      | Flemming Rasmussen   | Dania             | 35,5   |
| 5.      | Forbes Cowan         | Szkocja           | 34     |
| 6.      | Jorma Ojanaho        | Finlandia         | 32,5   |
| 7.      | Raimonds Bergmanis   | Łotwa             | 25     |
| 8.      | Regin Vagadal        | Wyspy Owcze       | 24     |